# Font de s’Ermita

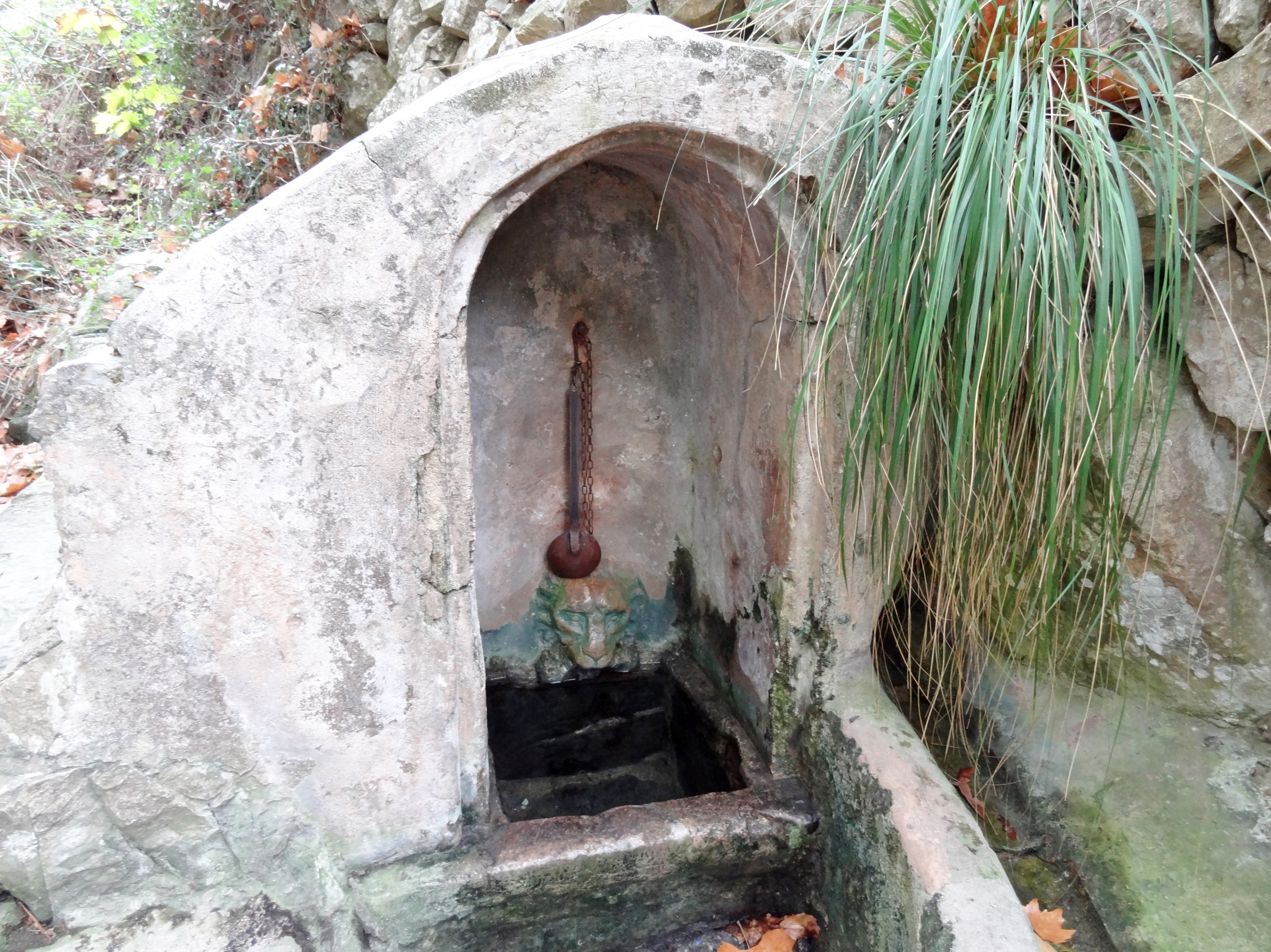
Quelle Font de s’Ermita

Font de s’Ermita, im Volksmund auch als Font de na Bernada genannt, ist eine Quelle in der spanischen Gemeinde Artà im nordöstlichen Teil der Mittelmeerinsel Mallorca.
Sie befindet sich im zur Gebirgskette Serres de Llevant gehörenden Bergland von Artà etwa 500 Meter östlich der Ermita de Betlem. An der Quelle verläuft der Wanderweg von der Ermita de Betlem nach Betlem bzw. zur S’Alqueria Vella d’Avall entlang. Die auch im Sommer wasserführende Quelle wurde von den Bewohnern der Ermita de Betlem zur Bewässerung westlich angrenzender Flächen mit Obst- und Gemüseanbau genutzt. Sie entwässert in den Torrent de Betlem.
Das Umfeld der Quelle ist von großen Platanen beschattet. Neben der Quelle befindet sich eine sogenannte Lourdesgrotte, in der eine Madonnenfigur aufgestellt ist, die von der Heiligen Bernadette angebetet wird. Die Figur nimmt Bezug auf die Marienerscheinung von Lourdes. Daher stammt auch die volkstümliche Benennung der Quelle.

Ansichten von Quelle und Grotte
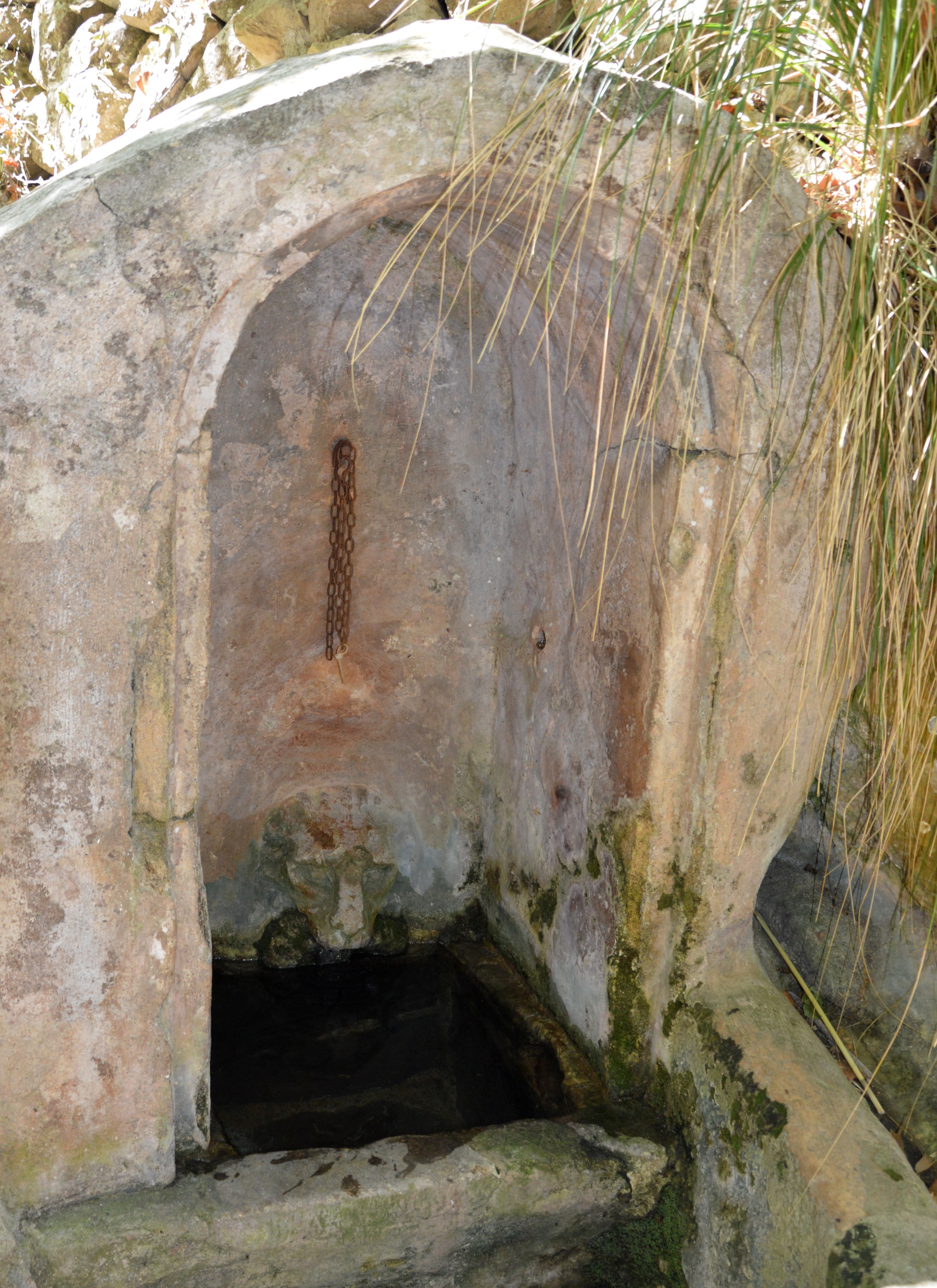
Quelle 2016
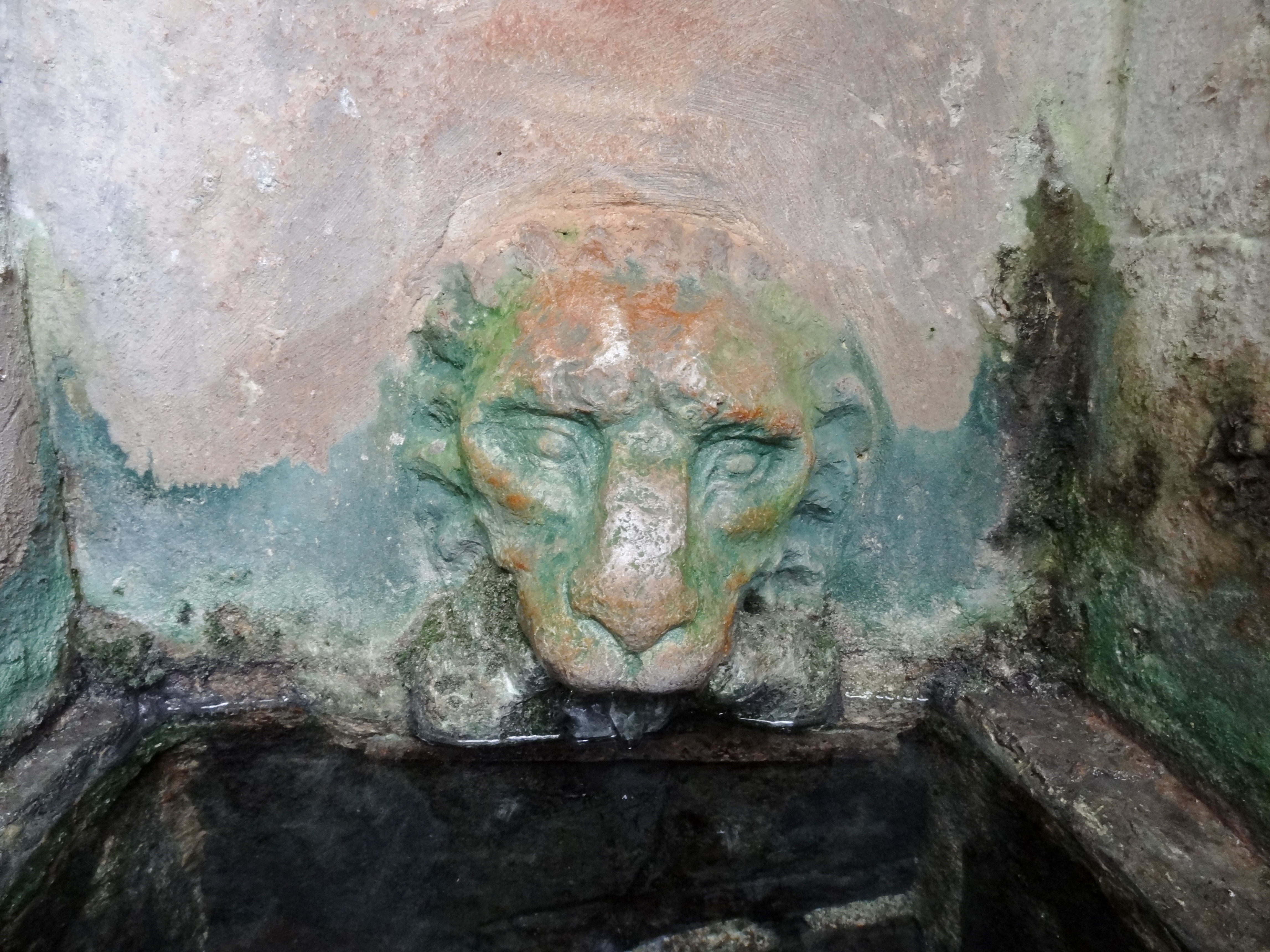
Löwenkopf-Wasserspeier
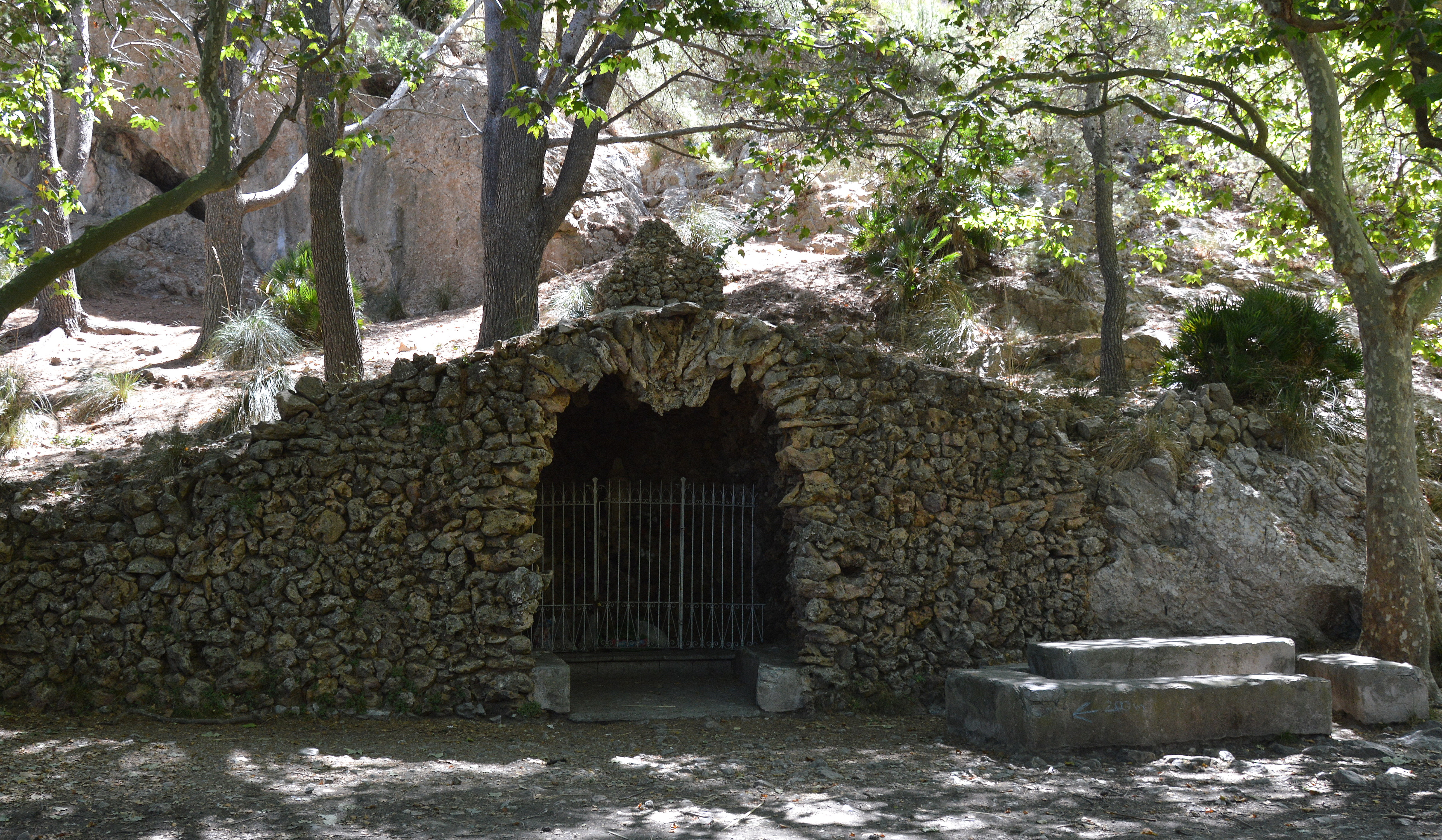
Grotte
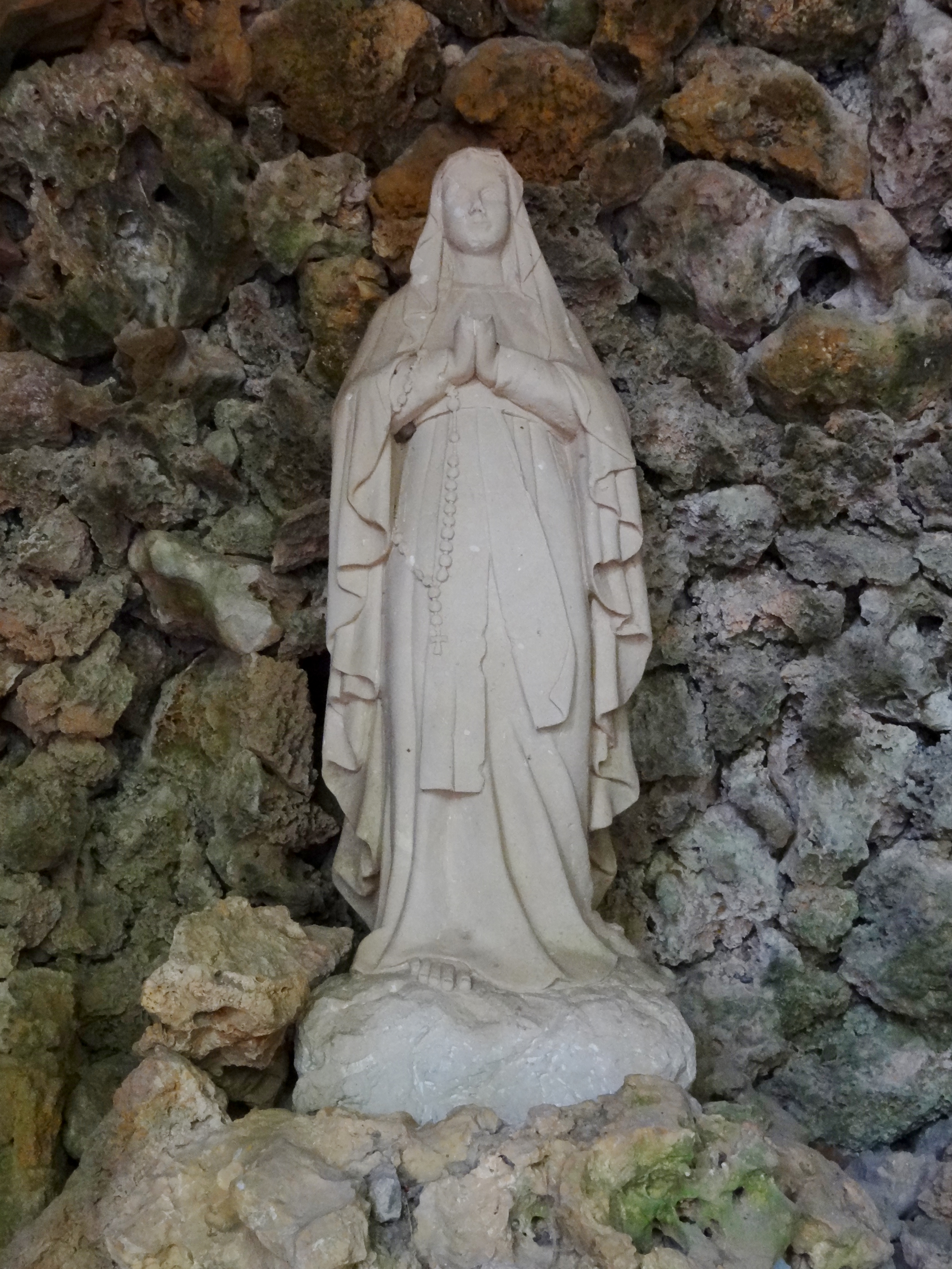
Madonnenfigur